# Ałen Zasiejew
Ałen Zasiejew (ukr. Ален Таймуразович Засєєв; ur. 10 października 1988) – rosyjski i od 2011 ukraiński zapaśnik w stylu wolnym, wicemistrz świata i Europy.
Olimpijczyk z Rio de Janeiro 2016, gdzie zajął dziesiąte miejsce w kategorii 125 kg.
Srebrny medalista mistrzostw świata z Budapesztu i Europy z Tbilisi w 2013 i brązowy z europejskiego czempionatu w Rydze.
Drugi w Pucharze Świata w 2009 i czwarty w 2014. Mistrz świata juniorów z 2008, wicemistrz w 2007. Mistrz Ukrainy w 2012 i 2013.